# Septoria apiicola
Septoria apiicola è una specie di fungo ascomicete parassita delle piante. Causa la septoriosi del sedano. La specie fu descritta per la prima volta da Carlo Luigi Spegazzini nel 1887.